# Relations entre le Bangladesh et Oman
Les relations entre le Bangladesh et Oman sont les relations bilatérales de la république populaire du Bangladesh et du sultanat d'Oman.

## Histoire
Le Sultanat d'Oman a reconnu le Bangladesh en 1974. Le Bangladesh a établi sa mission diplomatique à Oman en mars 1983. Depuis lors, les deux pays enatretiennent des relations cordiales. Le Bangladesh a revalorisé sa mission à Oman en 1996 au niveau d'ambassadeur. Le Sultanat d'Oman a établi son ambassade à part entière à Dacca en 2012.
Le Bangladesh a une ambassade résidente à Oman. Les employés bangladais relèvent du système Kafala (en), qui les lie à leurs employeurs et qui, selon Human Rights Watch, les rend vulnérables aux abus. 

## Visites diplomatiques
Dipu Moni, ministre des affaires étrangères du Bangladesh, a effectué une visite officielle à Oman les 25 et 26 avril 2012. Elle a rencontré le ministre omanais des affaires étrangères S.E. M. Yousuf Bin Alawi Bin Abdullah, l'inspecteur général de la police et des douanes, M. Hassan bin Mohseen Al Sheraiqi, le ministre du commerce et de l'industrie S.E. l'ingénieur Ali bin Masood Al Sunaidi, le ministre de l'agriculture et de la pêche Dr. Fuad bin Jafer Al Sagwani et le ministre du pétrole et du gaz Dr. Mohammed Bin Hamad bin Saif Al Rumhi. La toute première visite officielle bilatérale d'un ministre des affaires étrangères de l'une ou l'autre partie a insufflé un élan bien nécessaire à nos relations bilatérales. Au cours des entretiens bilatéraux, les deux parties ont identifié l'agriculture, la pêche, le commerce et les investissements comme des domaines d'intérêt clés pour la coopération mutuelle. Les autorités omanaises étaient en outre prêtes à céder un terrain dans l'enclave diplomatique de Mascate, sur une base réciproque, lors de la visite du ministre des affaires étrangères du Bangladesh,. 
Khandker Mosharraf Hossain, s'est rendu à Oman du 4 au 9 mai 2013 à l'invitation du ministre omanais de la main-d'œuvre, S.E. Shaikh Abdullah bin Nasser bin Abdullah Al Bakri.  